# 三上幸四郎
三上 幸四郎（みかみ こうしろう、1967年 - ）は、日本の脚本家、小説家。

## 来歴・人物
鳥取県米子市生まれ。株式会社ディプレックス所属。
鳥取県立米子東高等学校、慶應義塾大学文学部卒業。都銀系システム開発の会社に3年間勤務しながらシナリオ教室に通う。NHKのコンクールで受賞したのを機に専業脚本家となる。
テレビドラマ、アニメの他に、ゲームシナリオ、番組構成など幅広い分野で活動している。
1994年、『胸の振子』でNHK名古屋局創作ラジオドラマ脚本募集佳作入選、『最終上映』で日本放送作家協会創作ラジオドラマ脚本募集佳作入選。
2023年、『蒼天の鳥』（応募時タイトル『蒼天の鳥たち』）で第69回江戸川乱歩賞を受賞し、小説家デビュー。故郷鳥取県に実在した作家・田中古代子と、その娘の夭折詩人・田中千鳥を主人公としている。
2024年10月、NHK-FM「青春アドベンチャー」枠にて、同じく乱歩賞作家・川瀬七緒の原作小説「四日間家族」をラジオドラマに脚色。

## 主な作品

### テレビドラマ
- 世にも奇妙な物語（フジテレビ ）
  - 殺人者の高橋さん（1995年）
  - 赤ちゃん養育ソフト（1996年）
  - ミッドナイトDJ（1996年）
  - 自殺悲願（1997年）
- BLACK OUT（1995年、テレビ朝日）
- TOKYO23区の女 〜渋谷区の女（1996年、フジテレビ）
- 新・木曜の怪談 CYBORG（1996年、フジテレビ）
- 奇跡の少年（1996年、岩手めんこいテレビ）
- いいひと。（1997年、カンテレ）
- 立入禁止！ STAFF ONLY（1997年、フジテレビ）
- 新宿暴走救急隊（2000年、日本テレビ）
- 愛の劇場　永遠の1/2（2000年、TBS）
- ゼニゲッチュー!!（2001年、日本テレビ）
- shin-D ready-made（2001年、日本テレビ）
- 特命係長　只野仁（テレビ朝日）
  - シーズン1 - 4（2003年 - 2009年）
- 我こそサムライ！（2005年、NHK福岡）
- 土曜ドラマ　刑事の現場（2008年、NHK）
- 水曜ミステリー９　刑事ガサ姫 -警視庁特命家宅捜索班-（2012年、テレビ東京）
- 匿名探偵（2012年、テレビ朝日）
- ザ・ラスト・ショット（2014年、NHK秋田）
- 特捜9 Season.4（2021年、テレビ朝日）

### ラジオドラマ
- FMシアター（NHK-FM）
  - 「中洲バンケットブルー」（2005年）
  - 「オン・ザ・ロード」（2007年）
  - 「能古島デイズ」（2007年）
  - 「マイライフ・アズ・ア・ドッグ」（2022年）
- 青春アドベンチャー（NHK-FM）
  - 「優しい死神の飼い方」（2022年）
  - 「シャドー81」（2023年）
  - 「四日間家族」（2024年）

### テレビアニメ
- 電脳コイル（2007年、NHK-E）
- 名探偵コナン（読売テレビ）
  - 「完璧すぎたフィギュア」（2014年）
  - 「疑惑の散歩道（プロムナード）」（2014年）
  - 「シェアハウスの死角」（2014年）
  - 「女王様の天気予報」（2015年）
  - 「暗闇の山岳ルート」（2017年）
  - 「恐竜につぶされた男」（2019年）
  - 「割れた金魚鉢」（2020年）
  - 「いがみ合う乙女達」（2020年）
  - 「憎しみのフライパン」（2021年）
  - 「愛しすぎた男」（2021年）

### OVA
- 真・学校の幽霊（1999年、東映ビデオ）
- パチプロ探偵ナナ（2000年、東映チャンネル）

### 映画
- 風邪（ふうじゃ）（2014年、チャンスイン）

### WEBドラマ
- グロンサンムービー　屋根のある空（2003年）

### WEB歌劇
- スウィート・ホット・ロード　蝶々たちの夢（2021年、アレキサンドライト）

### 構成
- 親の顔が見てみたい?（2002年、NHK）
- NHKスペシャル（NHK）
  - 年金家族（2004年）
  - ドキュメント裁判員法廷（2008年）

### ゲームシナリオ
- さくらももこ劇場 コジコジ（2000年、マーベラス）
- -どこでもいっしょ- トロと流れ星（2004年、SCE）
- 怪談レストラン 裏メニュー100選（2010年、バンダイナムコ）

### 長編小説
- 蒼天の鳥（2023年8月、講談社）

### 短編小説
- プロダクション・ベイビー（小説現代 2023年10月号）

### アンソロジー
「」内が三上幸四郎の作品
- これが最後の仕事になる（2024月8月 講談社）「電子の赤紙」
- 七つの大罪（2025年7月 宝島社）「十五分」